# Peggy Seeger
Margaret "Peggy" Seeger, född 17 juni 1935 i New York, är en amerikansk låtskrivare och folkmusiker. Hennes far, Charles Seeger (1886–1979), var musikvetare och kompositör och hennes mor Ruth Porter Crawford (1901-1953), även hon kompositör, var en av de första kvinnorna som tilldelades ett anslag från Guggenheim Fellowship. Peggy Seeger gav ut sin första soloplatta, Folksong of courting and complaint, 1955 och har under sin karriär gett ut ett fyrtiotal skivor.
Hon var gift med Ewan MacColl från år 1977 fram till hans död 1989. Hon är syster till Mike Seeger och halvsyster till Pete Seeger.